# Lotta de Beus
Lotta de Beus (1974) is een Nederlands schilder. Zij studeerde aan Academie Minerva in Groningen tot 1998. Ze werkt in Amsterdam. In 2009 was ze gastdocent op Academie Minerva. Haar werk valt onder het realisme en conceptuele kunst. 

## Tentoonstellingen (selectie)
- Witzenhausen Gallery - Art Rotterdam, Rotterdam  2010
- Witzenhausen Gallery - For Better, For Worse (solo), Amsterdam  2009
- Galerie Jacoba Wijk - Annelies Middel en Lotta de Beus, Wehe-Den Hoorn  2007
- The Saatchi Gallery & the Guardian - Your Gallery @ The Guardian exhibition, Londen  2006
- Pepper's Project Gallery - Thumbhole Exhibition for Christmas, Tokio  2006

## Publicaties
- 2010 Nieuw Realisme - 159 kunstwerken uit de collectie van het voormalige Scheringa Museum voor Realisme.
- 2006 Portret Doorbrekers (5). Author: Sarah Meuleman. Vrij Nederland, nummer 51/52, jaargang 67.
- 2006 Alive and clicking. Auteur: Jonathan Jones. G2 Supplement, 19/10/2006, The Guardian.